# Mundialito de Clubes de Futebol de Areia de 2012
O Mundialito de Clubes de Futebol de Areia de 2012 decorreu em São Paulo, no Brasil, de 12 a 19 de maio. A sede principal dos jogos foi a Arena Guarapiranga. A equipe russa do Lokomotiv Moscou se consagrou campeã pela primeira vez na história do evento.

## Equipes Qualificadas
| CONMEBOL      | UEFA             | AFC     | CONCACAF         |
| ------------- | ---------------- | ------- | ---------------- |
| Boca Juniors  | Barcelona        | Al-Ahli | Seattle Sounders |
| Corinthians   | Lokomotiv Moscou |         |                  |
| Flamengo      | Milan            |         |                  |
| Santos        | Sporting         |         |                  |
| São Paulo     |                  |         |                  |
| Vasco da Gama |                  |         |                  |

## Local
|  | Represa de GuarapirangaMundialito de Clubes de Futebol de Areia de 2012 (Brasil) |

## Equipes
As equipes que participaram nesta 2ª edição foram:
| GRUPO A       | GRUPO B          | GRUPO C          |
| ------------- | ---------------- | ---------------- |
| Boca Juniors  | Barcelona        | Al-Ahli          |
| Milan         | Flamengo         | Corinthians      |
| Santos        | São Paulo        | Lokomotiv Moscou |
| Vasco da Gama | Seattle Sounders | Sporting         |

## Fase de grupos

### Grupo A
| Equipe        | Pts | J | V | V+ | D | GM | GS | +/- |
| ------------- | --- | - | - | -- | - | -- | -- | --- |
| Santos        | 6   | 3 | 2 | 0  | 1 | 15 | 9  | +6  |
| Boca Juniors  | 6   | 3 | 2 | 0  | 1 | 11 | 11 | 0   |
| Vasco da Gama | 6   | 3 | 2 | 0  | 1 | 11 | 12 | -1  |
| Milan         | 0   | 3 | 0 | 0  | 3 | 9  | 14 | –5  |

| 13 de Maio de 2012 | Vasco da Gama                               | 3 - 7 (0 - 0, 2 - 5, 1 - 2) | Santos                                                                          | Represa de Guarapiranga, São Paulo |
| 16:00              | Gil 20' · Bruno Xavier 23' · Mauricinho 26' | Report                      | 17', 31' Rafinha Carioca · 18', 21' Bruno Malias · 19' Rafinha · 22', 35' Kuman |                                    |

| 13 de Maio de 2012 | Milan                                                  | 4 - 5 (3 - 3, 0 - 1, 1 - 1) | Boca Juniors                                                  | Represa de Guarapiranga, São Paulo |
| 18:30              | D. Stankovic 5' · P. Palmacci 7', 36' · R. Pasquali 8' | Report                      | 8' Dino Tambau · 9', 11' S. Larreta · 24' Fred · 31' V. Lopez |                                    |

| 14 de Maio de 2012 | Boca Juniors                                           | 3 - 5 (1 - 5, 2 - 0, 0 - 0) | Vasco da Gama                                 | Represa de Guarapiranga, São Paulo |
| 20:30              | S. Larreta 10' · Dino Tambau 14' · L. Franceschini 22' | Report                      | 1', 1', 11' Bruno Xavier · 2', 10' Mauricinho |                                    |

| 15 de Maio de 2012 | Vasco da Gama                                       | 3 - 2 (1 - 1, 0 - 1, 2 - 0) | Milan                         | Represa de Guarapiranga, São Paulo |
| 17:45              | Mauricinho 6' · Bernardo Botelho 34' · Jorginho 35' | Report                      | 10' Juninho · 17' P. Palmacci |                                    |

| 15 de Maio de 2012 | Santos                           | 2 - 3 (0 - 2, 1 - 1, 1 - 0) | Boca Juniors                                    | Represa de Guarapiranga, São Paulo |
| 20:30              | Rafinha Carioca 15' · Sidney 36' | Report                      | 3' N. Bella · 9' C. Leguizamon · 13' S. Larreta |                                    |

### Grupo B
| Equipe           | Pts | J | V | V+ | D | GM | GS | +/- |
| ---------------- | --- | - | - | -- | - | -- | -- | --- |
| Barcelona        | 8   | 3 | 2 | 1  | 0 | 15 | 9  | +6  |
| Flamengo         | 6   | 3 | 2 | 0  | 1 | 8  | 5  | +3  |
| Seattle Sounders | 3   | 3 | 1 | 0  | 2 | 6  | 8  | -2  |
| São Paulo        | 0   | 3 | 0 | 0  | 3 | 8  | 15 | -7  |

| 12 de Maio de 2012 | Flamengo                | 2 - 3 (0 - 1, 0 - 2, 2 - 0) | Barcelona                                        | Represa de Guarapiranga, São Paulo |
| 15:45              | Pampero 27' · Souza 30' | Report                      | 12' J. Torres · 20' R. Amarelle · 23' D. Shishin |                                    |

| 12 de Maio de 2012 | São Paulo                    | 2 - 3 (0 - 1, 2 - 1, 0 - 1) | Seattle Sounders                        | Represa de Guarapiranga, São Paulo |
| 17:00              | D. Neumann 13' · Rafinha 17' | Report                      | 9' F. Cati · 23' M. Plata · 35' A. Ruiz |                                    |

| 14 de Maio de 2012 | Barcelona                                                                                             | 10 - 5 (2 - 1, 2 - 1, 6 - 3) | São Paulo                                    | Represa de Guarapiranga, São Paulo |
| 19:15              | C. Torres 2', 15', 26' · D. Shishin 4', 28', 32' · E. Eremeev 16', 34' · Rui Mota 26' · B. Torres 31' | Report                       | 5', 27', 28' Rafinha · 16', 26' Alan Freitas |                                    |

| 14 de Maio de 2012 | Flamengo                          | 4 - 1 (1 - 1, 3 - 0, 0 - 0) | Seattle Sounders | Represa de Guarapiranga, São Paulo |
| 21:45              | Souza 1', 20', 21' · Anderson 23' | Report                      | 10' Ali Karim    |                                    |

| 15 de Maio de 2012 | Barcelona                      | 2 - 2 (a.e.t.) (0 - 0, 1 - 0, 0 - 1, 1 - 1) | Seattle Sounders           | Represa de Guarapiranga, São Paulo |
| 16:30              | B. Torres 24' · D. Shishin 39' | Report                                      | 36' A. Ruiz · 38' M. Plata |                                    |

|             |       | Penalidades   |  |
| R. Amarelle | 1 - 0 | F. Farberhoff |  |

| 15 de Maio de 2012 | Flamengo               | 2 - 1 (1 - 0, 1 - 0, 0 - 1) | São Paulo   | Represa de Guarapiranga, São Paulo |
| 23:00              | Anderson 8' · Mena 18' | Report                      | 36' Rafinha |                                    |

### Grupo C
| Time             | P | J | V | V+ | D | GP | GC | SG |
| ---------------- | - | - | - | -- | - | -- | -- | -- |
| Corinthians      | 6 | 3 | 2 | 0  | 1 | 15 | 9  | +6 |
| Lokomotiv Moscou | 6 | 3 | 2 | 0  | 1 | 11 | 8  | +3 |
| Sporting         | 6 | 3 | 2 | 0  | 1 | 10 | 9  | +1 |
| Al-Ahli          | 0 | 3 | 0 | 0  | 3 | 9  | 14 | -5 |

| 12 de Maio de 2012 | Corinthians                                    | 3 - 4 (0 - 1, 2 – 1, 2 - 1) | Sporting                                                     | Represa de Guarapiranga, São Paulo |
| 14:15              | 5' Y. Krashenninikov · 19' Klebinho · 36' Buru | Report                      | Alan 14' · Madjer 19' · N. Belchior 30' · Fernando DDI 34']] |                                    |

| 12 de Maio de 2012 | Al-Ahli                          | 2 - 4 (0 - 1, 0 - 2, 2 - 1) | Lokomotiv Moscou                                              | Represa de Guarapiranga, São Paulo |
| 18:30              | R. Al Mesaabi 29' · P. Borer 31' | Report                      | 11' D. Lima · 13' I. Leonov · 13' E. Shaykov · 27' A. Makarov |                                    |

| 13 de Maio de 2012 | Sporting                                    | 3 - 5 (1 - 2, 2 - 3, 0 - 0) | Lokomotiv Moscou                                                  | Represa de Guarapiranga, São Paulo |
| 14:15              | S. Spaccarotella 2' · Alan 15' · Madjer 20' | Report                      | 1' I. Leonov · 6' E. Shaykov · 14' A. Makarov · 18' D. Lima · 22' |                                    |

| 13 de Maio de 2012 | Corinthians | 9 - 3 (4 - 1, 0 - 1, 5 - 1) | Al-Ahli                                                     | Represa de Guarapiranga, São Paulo |
| 17:15              | Buru 3' · Juninho Alagoano 7', 11' · Y. Al Araimi 11' · André 25', 31' · Y. Krashenninikov 28' · Marcelinho Carioca 36' | Report                      | 3', 34' Datinha · 19' B. Mubarak · 35' (o.g.) R. Al Mesaabi |                                    |

| 15 de Maio de 2012 | Sporting            | 3 - 1 (1 - 0, 1 - 0, 1 - 1) | Al-Ahli     | Represa de Guarapiranga, São Paulo |
| 21:15              | Madjer 3', 19', 28' | Report                      | 35' Datinha |                                    |

| 15 de Maio de 2012 | Corinthians                           | 3 - 2 (1 - 0, 0 - 1, 2 - 1) | Lokomotiv Moscou   | Represa de Guarapiranga, São Paulo |
| 19:15              | Juninho Alagoano 10', 35' · André 36' | Report                      | 24', 36' I. Borsuk |                                    |

## Fase final
|  | Quartas de final | Quartas de final |                  |               | Semifinais     | Semifinais     |  |  | Final      | Final |
|  |                  |                  |                  |               |                |                |  |  |            |       |
|  | 16 de Maio       |                  |                  |               |                |                |  |  |            |       |
|  |                  |                  |                  |               |                |                |  |  |            |       |
|  | Barcelona        | 2                |                  |               |                |                |  |  |            |       |
|  | Barcelona        | 2                | 18 de Maio       |               |                |                |  |  |            |       |
|  | Sporting         | 4                |                  |               |                |                |  |  |            |       |
|  | Sporting         | 4                | Sporting         | 7             |                |                |  |  |            |       |
|  | 16 de Maio       |                  | Sporting         | 7             |                |                |  |  |            |       |
|  |                  | Lokomotiv Moscou | 10               |               |                |                |  |  |            |       |
|  | Lokomotiv Moscou | Lokomotiv Moscou | 10               | 6 (2)         |                |                |  |  |            |       |
|  | Lokomotiv Moscou |                  | 19 de Maio       | 6 (2)         |                |                |  |  |            |       |
|  | Boca Juniors     | 6 (1)            |                  |               |                |                |  |  |            |       |
|  | Boca Juniors     | 6 (1)            | Lokomotiv Moscou | 6             |                |                |  |  |            |       |
|  | 16 de Maio       |                  | Lokomotiv Moscou | 6             |                |                |  |  |            |       |
|  |                  | Flamengo         | 4                |               |                |                |  |  |            |       |
|  | Santos           | Flamengo         | 4                | 3             |                |                |  |  |            |       |
|  | Santos           | 18 de Maio       |                  | 3             |                |                |  |  |            |       |
|  | Flamengo         | 6                |                  |               |                |                |  |  |            |       |
|  | Flamengo         | 6                | Flamengo         | 3             | Terceiro lugar | Terceiro lugar |  |  |            |       |
|  | 16 de Maio       |                  | Flamengo         | 3             | Terceiro lugar | Terceiro lugar |  |  |            |       |
|  |                  | Vasco da Gama    | 2                |               |                |                |  |  |            |       |
|  | Corinthians      | Vasco da Gama    | 2                | 0             | Sporting       | 4              |  |  |            |       |
|  | Corinthians      |                  |                  | 0             | Sporting       | 4              |  |  |            |       |
|  | Vasco da Gama    | 1                |                  | Vasco da Gama | 5              |                |  |  |            |       |
|  | Vasco da Gama    | 1                |                  |               | 5              |                |  |  |            |       |
|  |                  |                  |                  |               |                |                |  |  | 19 de Maio |       |
|  |                  |                  |                  |               |                |                |  |  |            |       |

### Quartas-de-final
| 16 de Maio de 2012 | Barcelona                       | 2 – 4 (0 – 0, 2 – 2, 0 – 2) | Sporting CP                                                            | Represa de Guarapiranga, São Paulo |
| 13:30              | D. Shishin 15' · E. Eremeev 21' | Report                      | 14' S. Spaccarotella · 20' Fernando DDI · 36' N. Belchior · 36' Madjer |                                    |

| 16 de Maio de 2012 | Boca Juniors                                                                | 6 – 6 (a.e.t) (2 – 2, 3 – 3, 1 – 1, 0 – 0) | Lokomotiv Moscou                                                                    | Represa de Guarapiranga, São Paulo |
| 15:00              | Dino Tambau 3', 15', 29' · N. Bella 8' · S. Larreta 15' · C. Leguizamon 20' | Report                                     | 3' E. Shaykov · 12' I. Borsuk · 16', 19' N. Barasa · 23' A. Makarov · 35' I. Leonov |                                    |

|                 |       | Penalidades              |  |
| Fred S. Larreta | 1 - 2 | I. Leonov Y. Gorchinskiy |  |

| 16 de Maio de 2012 | Santos                      | 3 – 6 (0 – 1, 0 – 1, 3 – 4) | Flamengo                                            | Represa de Guarapiranga, São Paulo |
| 16:15              | Ricar 31', 32' · Sidney 31' | Report                      | 3', 21', 30' Anderson · 29', 32' Pampero · 34' Mena |                                    |

| 16 de Maio de 2012 | Corinthians | 0 – 1 (0 – 1, 0 – 0, 0 – 0) | Vasco da Gama | Represa de Guarapiranga, São Paulo |
| 17:30              |             | Report                      | 12' Catarino  |                                    |

### Semifinal
| 18 de Maio de 2012 | Sporting CP                                                                      | 7 – 10 (1 – 3, 1 – 4, 5 – 3) | Lokomotiv Moscou | Represa de Guarapiranga, São Paulo |
| 17:30              | N. Belchior 12' · Rui Coimbra 14' · Madjer 27', 28', 31' · Fernando DDI 35', 36' | Report                       | 7', 18' E. Shaykov · 12', 12', 15' A. Makarov · 14', 35' D. Lima · 21' I. Borsuk · 26' I. Leonov · 36' Y. Gorchinskiy |                                    |

| 18 de Maio de 2012 | Flamengo                              | 3 – 2 (0 – 1, 2 – 0, 1 – 1) | Vasco da Gama        | Represa de Guarapiranga, São Paulo |
| 19:15              | Bernardo Tell 16', 21' · Benjamin 26' | Report                      | 2', 28' Bruno Xavier |                                    |

### Terceiro lugar
| 19 de Maio de 2012 | Sporting CP                                               | 4 – 5 (1 – 0, 2 – 2, 1 – 3) | Vasco da Gama                                               | Represa de Guarapiranga, São Paulo |
| 8:45               | N. Belchior 6' · Fernando DDI 17' · Alan 24' · Madjer 30' | Report                      | 15', 28' Catarino · 24' Mauricinho · 28' Gil · 29' Jorginho |                                    |

### Final
| 19 de Maio de 2012 | Lokomotiv Moscou                                                             | 6 – 4 (1 – 2, 1 – 0, 4 – 2) | Flamengo                                  | Represa de Guarapiranga, São Paulo |
| 10:15              | Y. Gorchinskiy 11', 23' · A. Shkarin 30' · A. Makarov 33', 36' · D. Lima 34' | Report                      | 6', 12', 27' Benjamin · 35' Bernardo Tell |                                    |

| Lokomotiv Moscou | Flamengo |

## Campeão
| II Mundialito de Clubes de Futebol de Areia |
| ------------------------------------------- |
| Lokomotiv Moscou Campeão (Primeiro título)  |

## Prêmios
| Melhor Jogador                       | Melhor Jogador | Melhor Jogador |
| ------------------------------------ | -------------- | -------------- |
| Benjamim ( Flamengo)                 |                |                |
| Artilheiro                           |                |                |
| Madjer ( Sporting)                   |                |                |
| 10 gols                              |                |                |
| Melhor Goleiro                       |                |                |
| Vitaly Sidorenko ( Lokomotiv Moscou) |                |                |

## Classificação
| Pos. | Time             |
| ---- | ---------------- |
| 1º   | Lokomotiv Moscow |
| 2º   | Flamengo         |
| 3º   | Vasco da Gama    |
| 4º   | Sporting         |
| 5º   | Barcelona        |
| 6º   | Corinthians      |
| 7º   | Santos           |
| 8º   | Boca Juniors     |
| 9º   | Seattle Sounders |
| 10º  | Milan            |
| 11º  | Al-Ahli          |
| 12º  | São Paulo        |